# Fundamenten en perspectieven van belijden
"Fundamenten en perspectieven van belijden" is een belijdenis voor de Nederlandse Hervormde Kerk en daarbuiten uit 1949. De belijdenis bestaat uit 19 artikelen. De belijdenis heeft echter nooit een confessionele status gekregen. 
De belijdenis is opgesteld door een subcommissie van de commissie voor de nieuwe kerkorde van de Nederlandse Hervormde Kerk. Het ontwerp is van Hendrikus Berkhof, maar ook Kornelis Heiko Miskotte heeft er aan meegewerkt. Typerend voor dit document is de aandacht voor Israël, die in de meeste eerdere belijdenisgeschriften ontbrak. Met dit document begeerde men dat de Nederlandse Hervormde Kerk weer een belijdende kerk zou worden. In 1953 gaf de synode van de Nederlandse Hervormde Kerk de opdracht om het document aan te vullen met de leer aangaande de heilige Schrift. Hoewel het een confessioneel document is, is het nooit een kerkelijke confessie geworden.